# Трубичино (Новгородський район)
Трубичино (рос. Трубичино) — присілок в Новгородському районі Новгородської області Російської Федерації.
Населення становить 3589 осіб. Входить до складу муніципального утворення Трубичинське сільське поселення.

## Історія
Від 2004 року входить до складу муніципального утворення Трубичинське сільське поселення.

## Населення
| 2010 |
| ---- |
| 3009 |